# Questão de Palmas

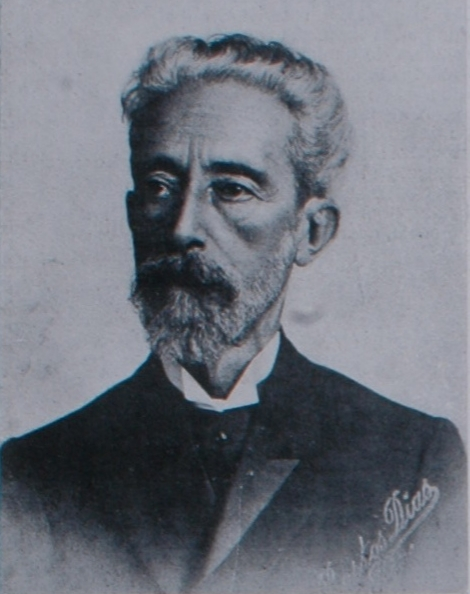
Quintino Bocaiuva.

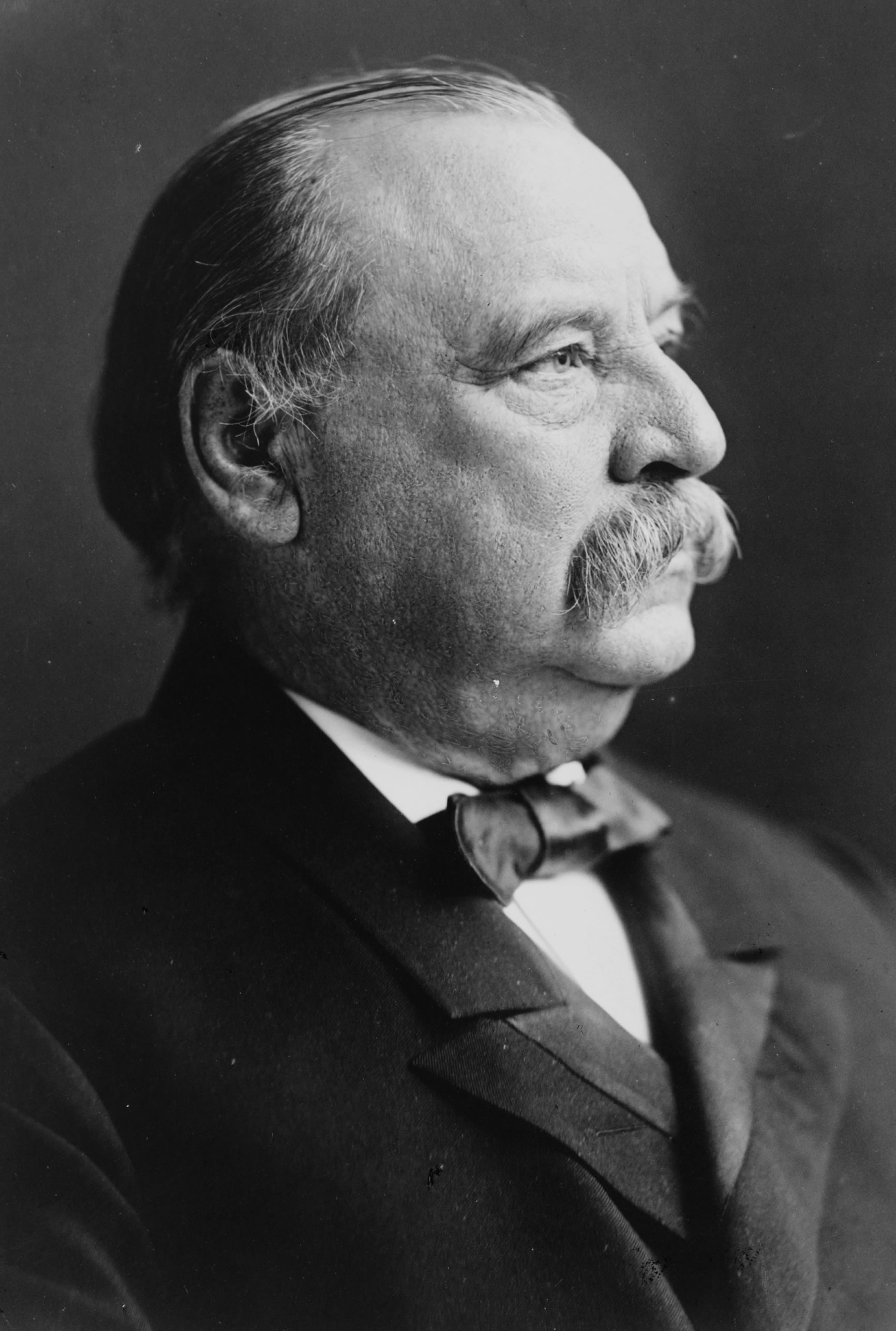
Presidente Grover Cleveland que desempenhou o papel de árbitro na questão.

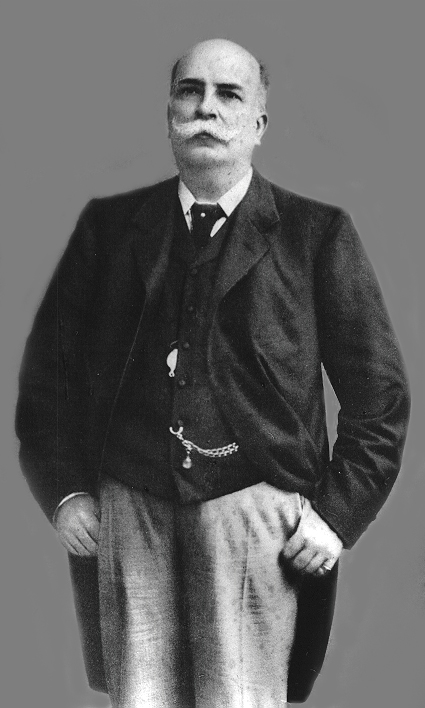
Barão do Rio Branco, defensor da posição brasileira.

A Questão de Palmas foi uma disputa territorial entre os governos da Argentina e do Brasil pela parte ocidental dos estados brasileiros de Santa Catarina e Paraná, entre 1890 e 1895, decidida a favor do Brasil.

## História
A Argentina reivindicava a região Oeste dos atuais estados do Paraná e de Santa Catarina, pretendendo estabelecer as fronteiras pelos rios Chapecó e Chopim, supostamente com base no Tratado de Madri (1750). Durante o Império, por ordem do imperador Dom Pedro II, o Brasil fundou duas colônias militares na região, com o objetivo de mostrar ocupação e se defender de uma possível ocupação argentina. No flanco do Rio Chapecó, foi fundada a Colônia Militar de Chapecó em 1882, e no flanco do Rio Chopim, foi fundada a Colônia Militar do Chopim, também em 1882.
Mas, ainda no Império, Brasil e Argentina não haviam podido chegar a um acordo sobre a linha de limites no trecho da fronteira entre o rio Uruguai e o Iguaçu. Dessa forma, pouco antes da proclamação da República do Brasil (1889), as chancelarias de ambos os países haviam acordado que o litígio seria solucionado por arbitramento, sob à arbitragem do presidente dos Estados Unidos da América.
Com a Proclamação da República do Brasil, Quintino Bocaiuva, Ministro das Relações Exteriores do Governo Provisório, assinou o Tratado de Montevidéu (25 de janeiro de 1890), com o chanceler argentino Estanislao Zeballos, que dividia a região entre ambos os países.
Considerando que o diplomata extrapolou as suas atribuições, tendo feito excessivas concessões territoriais, o Congresso Nacional do Brasil não ratificou os termos do Tratado (1891). A questão foi submetida ao arbitramento do presidente estadunidense, Grover Cleveland (1893–1897). 
José Maria da Silva Paranhos Júnior, o barão do Rio Branco, que exercia até então as funções de cônsul-geral em Liverpool, foi escolhido pelo presidente Floriano Peixoto (1891–1894) para substituir o barão Aguiar de Andrade, falecido no desenrolar da Questão. Assim, o barão de Rio Branco estreou como advogado do Brasil, a partir de 1893, apresentando ao presidente Cleveland uma exposição, acompanhada de valiosa documentação, sobretudo, arquivos europeus, principalmente portugueses e espanhóis, reunida em seis volumes: A questão de limites entre o Brasil e a República Argentina (1894). A Argentina pleiteava que a fronteira corresse pelos rios Chapecó e Chopim, mas o Brasil sustentava que a linha de limites deveria fazer-se pelos rios Peperi-Guaçu e Santo Antônio.
Rio Branco apoiou-se no princípio do uti possidetis da época da independência, comprovando a presença brasileira na região até os rios Peperi-Guaçu e Santo Antônio, desde o século XVII, e apresentando a interpretação correta do mapa de 1749 e das instruções especiais dadas aos comissários demarcadores da fronteira estabelecida pelo Tratado de Madri, que foi invocado pelo próprio representante argentino, Estanislao Zeballos.

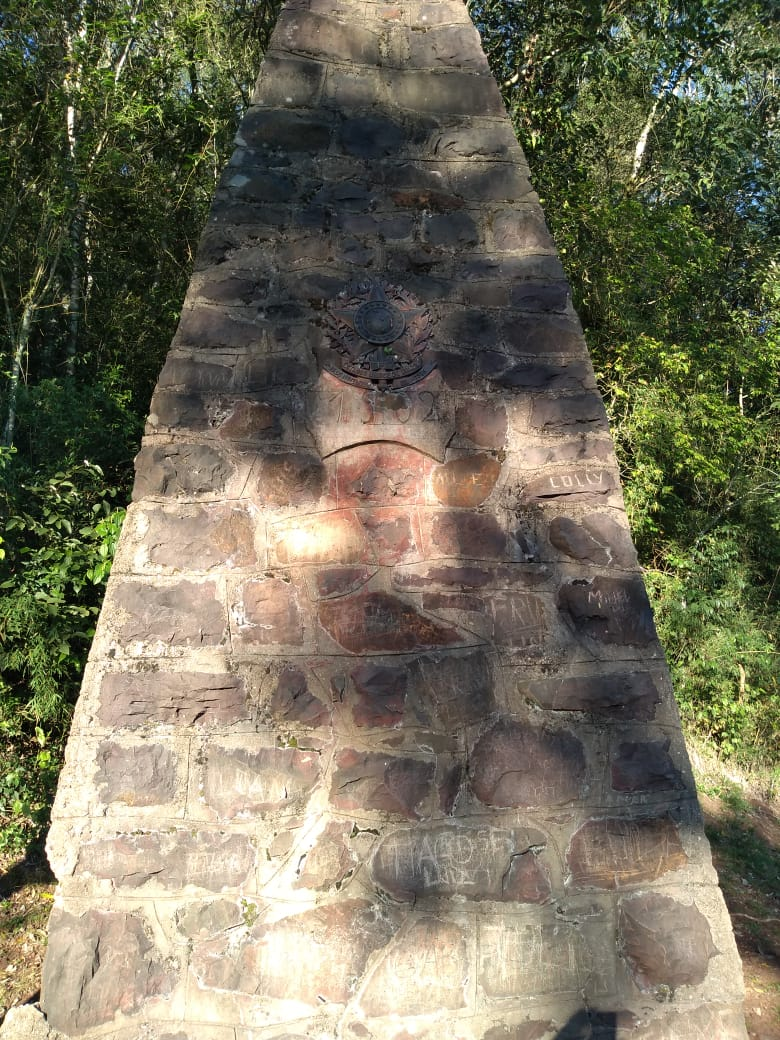
Obelisco erguido em 1902 na margem esquerda da foz do Rio Peperi-Guaçu.

O laudo  da arbitragem foi inteiramente favorável ao Brasil (5 de fevereiro de 1895), definindo-se as fronteiras pelos rios Peperi-Guaçu e Santo Antônio. A cidade de Clevelândia, no estado do Paraná, localizada na área do litígio, teve o nome dado em homenagem ao presidente americano. A solução desta arbitragem foi obtida quando o Chanceler do Brasil era o General Dionísio Evangelista de Castro Cerqueira o qual também cedeu nome a um município brasileiro, em Santa Catarina. Esta missão contou com a secretaria de Domingos Olímpio, que durante algum tempo teve de residir nos Estados Unidos.